# Шешуков, Николай Иванович
Николай Иванович Шешуков (1757—1831) — русский вице-адмирал, сенатор, командир Рижского порта.

## Биография
Родился 13 (24) ноября 1757 года; происходил из дворян Вологодской губернии.
В 1764 году поступил в Морской кадетский корпус; 28 февраля 1769 года был произведён в гардемарины, а 12 марта 1771 года — в мичманы.
По производстве 20 августа 1775 года в лейтенанты, он был командирован в Азовскую флотилию, в которой оставался до 1780 года, когда снова был переведён в Балтийский флот. 1 января 1783 года произведён в капитан-лейтенанты и назначен командиром фрегата «Вахмейстер», на котором совершил плавание в Средиземное море, а затем плавал в Северной Атлантике и прошёл вокруг Норвегии и совершил кампанию в Северном Ледовитом океане, а делее перешёл в Архангельск, где принял в командование новопостроенный фрегат «Слава» и привёл его в Кронштадт.
Во время русско-шведской войны 1788—1790 годов, командуя фрегатом «Слава», состоял в эскадре адмирала Грейга и участвовал в сражении со шведами между островком Стеншкер и мелью Калбо-де-Грунт (возле острова Гогланд), за отличие в этом деле он был произведён в капитаны 2-го ранга. 21 июня 1789 года, командуя кораблем «Болеслав» и несколькими мелкими судами у Паркалауда, он успешно сразился с неприятельской флотилией и заставил её отступить; 26 июня 1789 года он был награждён орденом Св. Георгия 4-й степени (№ 325 по кавалерскому списку Судравского и № 640 по списку Григоровича — Степанова)
Быв отряжен от главнокомандующего Балтийским флотом, занял пост при Паркалауте и не только отразил 21 июня нападение вооруженных неприятельских судов, причинив им вред, но и завладел на берегу батареей с двумя пушками.
В том же году 15 июля, находясь со своим кораблем в эскадре адмирала Чичагова, участвовал и в сражении у острова Эланда. Здесь он много способствовал недопущению шведов в Финский залив. В 1790 году он выдержал морское сражение со шведами сначала на Ревельском рейде 2 мая, причём за выказанные отличия был награждён золотой шпагой с надписью «За храбрость», а потом близ Выборга 22 июня, когда шведы были разбиты наголову. За это сражение ему был пожалован орден Св. Владимира 4-й степени.
5 апреля 1797 года произведён в капитаны 1-го ранга и назначен командовать 74-пушечным кораблём «Борис», был форзейлем во флоте, которым предводительствовал император Павел I. Затем, с 1798 по 1800 год включительно, командуя 74-пушечным кораблём «Елисавета», состоял в эскадре вице-адмирала Макарова, действовавшей с английским флотом y берегов Голландии против французов; 6 декабря 1799 года получил чин капитан-командора.
Произведённый 7 сентября 1801 года в контр-адмиралы Шешуков тогда же был назначен командиром Роченсальмского порта. Летом 1808 года, приняв командование над находившимися в порту канонерскими лодками, отразил атаку отряда шведских гребных и мелких парусных судов на Роченсальм и за отличие был награждён орденом св. Анны 1-й степени. 15 июля 1809 года Шешуков был произведён в вице-адмиралы и назначен командиром Рижского порта и состоявшей там флотилии.
В Отечественную войну 1812 года, при подходе к Риге французов и пруссаков, привёл Рижский порт в оборонительное состояние и принял командование над отрядом из 40 канонерских лодок и вооружённых транспортных судов. Тогда же им была организована десантная переброска морем русских войск из Финляндии в Ригу на усиление корпуса генерала Штейнгеля.
8 августа 1812 года, подойдя с отрядом канонерских лодок к селению Экау на реке Ауя, Шешуков сбил прусскую батарею и отогнал пруссаков от Экау, захватив пленных и трофеи. 23 августа поднялся по Западной Двине до местечка Икскюль, занятого прусскими войсками, обстрелял и разрушил укрепления на берегу и, высадив десант, захватил Икскюль.
5 сентября 1812 года, командуя отрядом из 20 канонерских лодок и трёх транспортных судов с десантом, очистил он пруссаков приморские селения Энгур, Мерсгау и Рау, расположенных на западном побережье Рижского залива. За эти действия он был награждён орденом Св. Владимира 2-й степени.
Был пожалован 18 февраля 1816 года в звание сенатора и оставался в нём до самой своей смерти, последовавшей 29 января (10 февраля) 1831 года в Москве. Похоронен был на кладбище Симонова монастыря; 22 августа 1828 года получил знак отличия беспорочной службы за LV лет. 
В Москве он сблизился и обвенчался со своей богатой соседкой-вдовой Елизаветой Ивановной Загряжской (мать генерала П. П. Загряжского), владевшей демидовской усадьбой в Толмачах.